# Hemikyptha marginata
Hemikyptha marginata är en art insekter i familjen puckelstritar.